# Scott Erwood
Scott Erwood (nascido em 20 de outubro de 1987) é um ciclista profissional canadense que representa o Canadá em BMX. Ele participou na prova de BMX nos Jogos Olímpicos de Pequim 2008.